# Alomya punctalata
Alomya punctalata là một loài tò vò trong họ Ichneumonidae.